# James Hobrecht

James Hobrecht (um 1890)

James Friedrich Ludolf Hobrecht (* 31. Dezember 1825 in Memel; † 8. September 1902 in Berlin) war ein preußischer Stadtplaner und für Berlins ersten perspektivischen Bebauungsplan, den Hobrecht-Plan von 1862, verantwortlich. Als Stadtbaurat organisierte er ab 1885 die Weiterentwicklung der bereits von ihm konzipierten Stadtentwässerung und machte sich damit um die Gesundheit der Berliner Bevölkerung verdient.

## Leben
Hobrecht wurde als Sohn des Gutsbesitzers Ludolph Hobrecht und dessen Frau Isabella (geb. Johnson) im ostpreußischen Memel geboren. Seine Brüder waren der Politiker Arthur Hobrecht und der Dichter Max Hobrecht. 1834 wurde sein Vater zum Königlichen Ökonomierat berufen und die Familie zog nach Königsberg um. 1841 brach Hobrecht seine Schulausbildung ab und begann mit einer Geodäsie-Ausbildung. Im Jahre 1844 hatte er seine externe Primareife und 1845 sein Geodäsie-Examen. Bis 1847 war er mit Separationsarbeiten in Ostpreußen und bei der Coeln-Mindener Eisenbahn beschäftigt. Während der Märzrevolution 1848 war er Mitglied der studentischen Bürgerwache im Berliner Stadtschloss.
Hobrecht studierte an der Berliner Bauakademie, wo er im Akademischen Verein Motiv aktiv wurde, und wechselte mehrmals die Fachrichtung. Er absolvierte sein Bauführer-Examen 1849 und trat im gleichen Jahr in den Architektenverein zu Berlin, dem unter anderem Friedrich August Stüler und Gottfried Semper angehörten, ein. Später leitete er diesen als Vorsitzender. 1850 rückte er mit dem Dritten Pommerschen Infanterieregiment Nr. 14 nach Kurhessen aus, außerdem erhielt er die Zulassung zur Fortsetzung des Studiums an der Bauakademie. Seine Tätigkeit als Bauführer begann er 1851 unter anderem beim Bau des Packhofes in Königsberg. 1852 wurde er kurzzeitig Verwalter des Gutes Dirschkeim im Samland. Aus der Heirat mit Henriette Wolff am 4. Februar 1853 gingen drei Söhne und vier Töchter hervor.
Nach einer landwirtschaftlichen und Bauingenieurausbildung, zu der auch 1857 eine Beschäftigung beim Bau der Bahnstrecke Küstrin–Frankfurt (Oder) der Preußischen Ostbahn gehört hatte, legte Hobrecht 1858 die Wasser-, Wege- und Eisenbahnbaumeisterprüfung ab und wurde im selben Jahr als Regierungsbaumeister bei der damals für Baufragen zuständigen Königlichen Polizei (Baupolizei) angestellt. Ab 1859 wurde er Leiter der Kommission zur Ausarbeitung des Bebauungsplans der Umgebungen Berlins. Eine Inspektionsreise 1860 nach Hamburg, Paris und nach London und in andere englische Städte diente dem Kennenlernen des neuesten Entwicklungsstandes für das Vorhaben eines modernen Kanalisations- und Entwässerungssystems. Der von ihm maßgeblich entwickelte Bebauungsplan der Umgebungen Berlins, der so genannte Hobrecht-Plan, sah als Fluchtlinienplan ein Konzept von Ring- und Ausfallstraßen für die Städte Berlin und Charlottenburg sowie umliegende Gemeinden vor. 1862 trat der Plan in Kraft, der bis heute eine Grundlage der Berliner Bebauungs- und Verkehrsstruktur bildet.

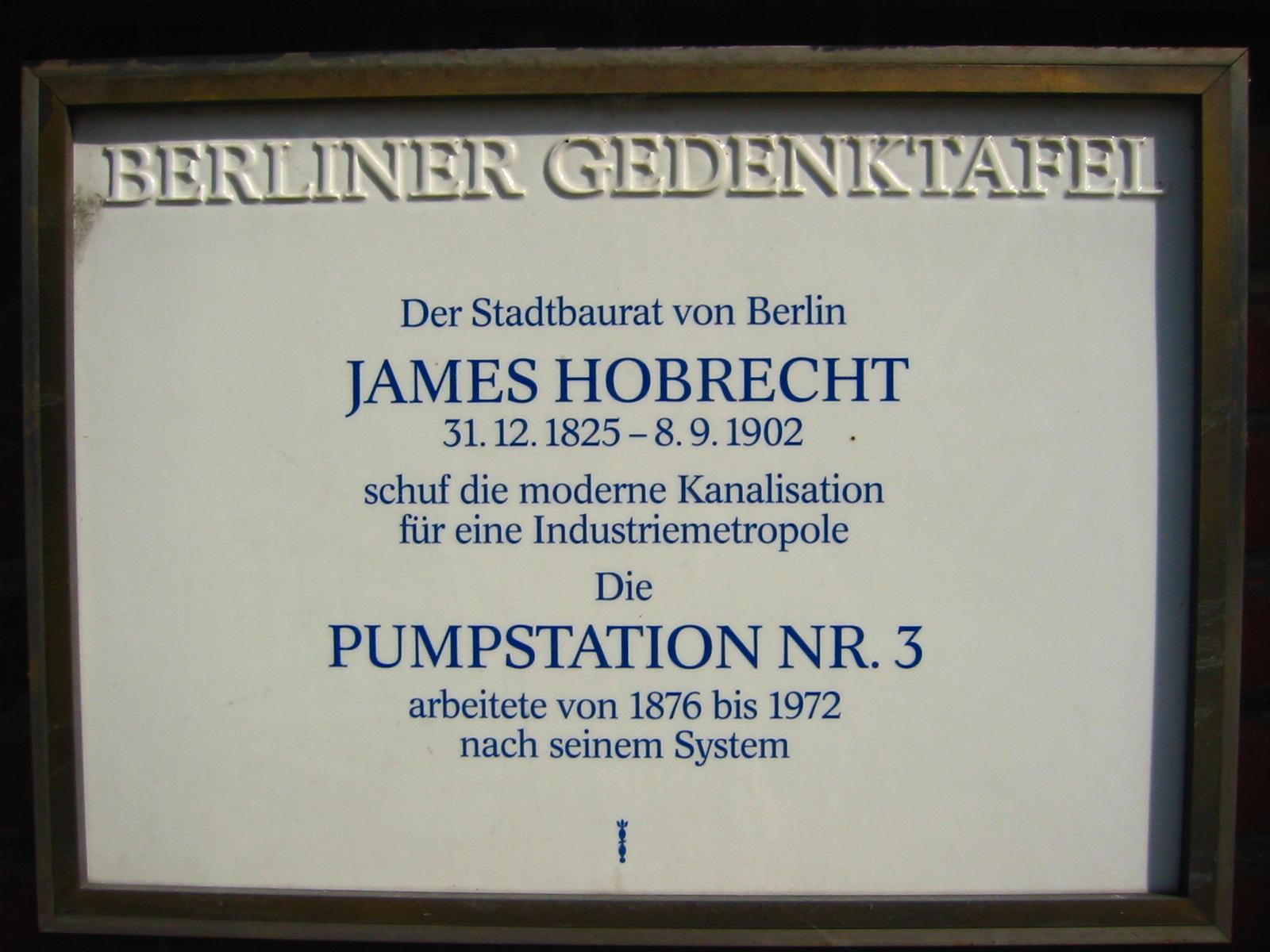
Berliner Gedenktafel zu Ehren Hobrechts

Als ihm zum 15. Dezember 1861 gekündigt wurde, wechselte er nach Stettin. Er ließ hier unter anderem ein Trinkwassernetz erbauen und projektierte ein Kanalisationssystem, das ab 1870 verwirklicht wurde.

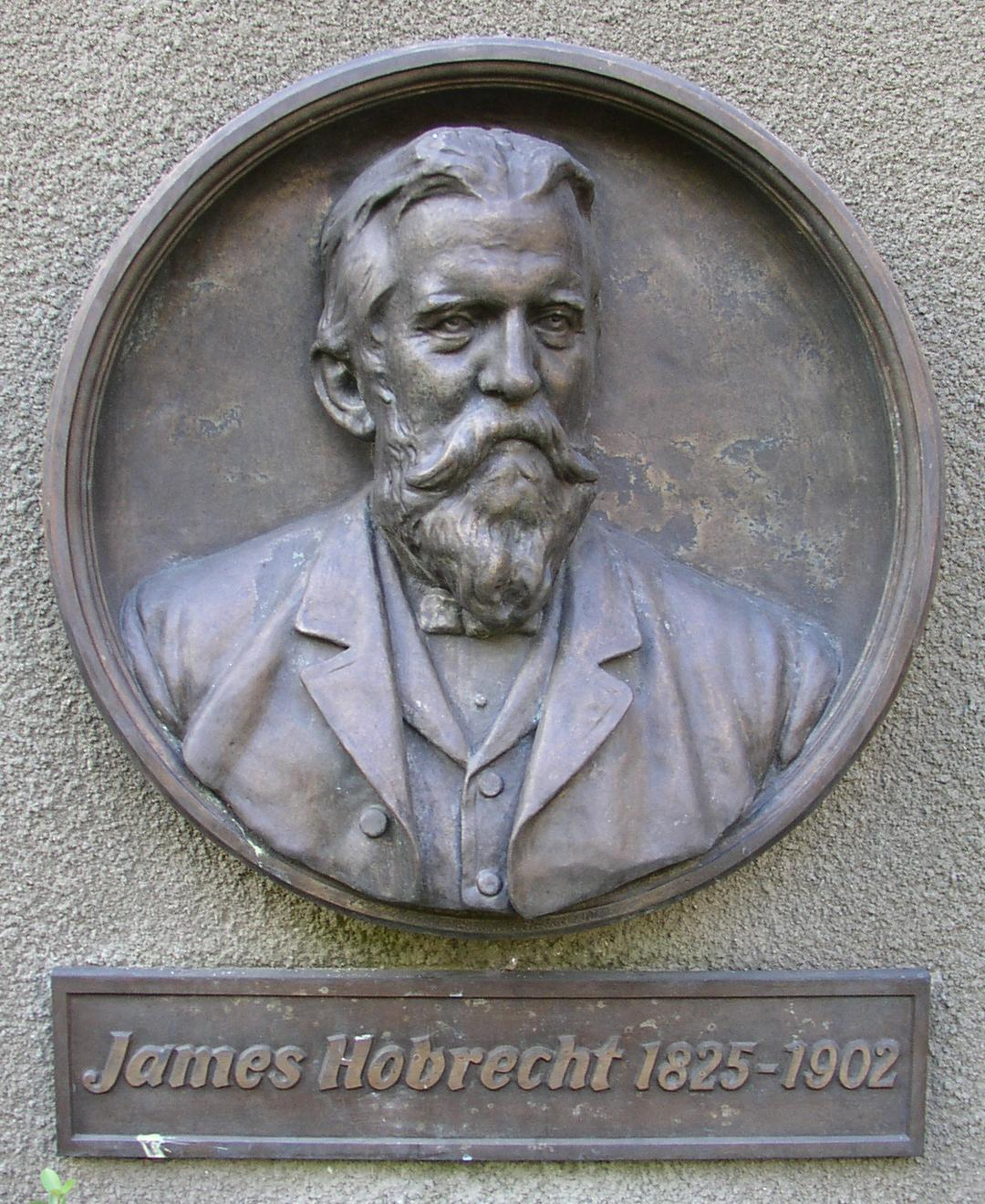
Gedenkplakette in Zepernick-Hobrechtsfelde

Mit Unterstützung seines Bruders Arthur Hobrecht, der 1872 Berliner Oberbürgermeister wurde, und des Arztes Rudolf Virchow wurde er 1869 mit der Umsetzung seiner Pläne einer Kanalisation für Berlin mit zwölf Radialsystemen betraut. In jedem dieser zwölf Gebiete gab es eigenständige unterirdische Kanäle und Abwassersammler, die zu jeweils einer Pumpstation führten. Von dort wurden das Hausabwasser und das Regenwasser über Druckleitungen nach außen zu den ebenfalls neu angelegten Berliner Rieselfeldern gepumpt. Diese von 1873 bis 1893 fertiggestellten Radialsysteme machten Berlin damals zur Stadt mit der modernsten Entwässerung und zur saubersten Stadt der Welt. Neben Stettin und Berlin half er Potsdam und etwa 30 weiteren deutschen Gemeinden sowie Moskau, Tokio und Kairo bei der Abwasserbeseitigung.
Zwischen 1872 und 1874 hatte Hobrecht auch einen Lehrauftrag an der Bauakademie inne. 1884 wurde er als Nachfolger von Carl Theodor Rospatt für zwölf Jahre als Stadtbaurat der Stadt Berlin für Straßen- und Brückenbau gewählt. Mit dem Bau von Ufermauern entlang der Spree zwischen Oberbaum und Unterbaum ermöglichte er die zeitgemäße Schifffahrt durch die Berliner Innenstadt.
Im Jahr 1897 trat Hobrecht aus gesundheitlichen Gründen in den Ruhestand. Er starb 1902 im Alter von 76 Jahren in Berlin und wurde auf dem Friedhof II der Sophiengemeinde in Berlin-Mitte beigesetzt. Das Grab ist nicht erhalten geblieben.

## Ehrungen
Im Jahr 1897 bekam Hobrecht den Titel Stadtältester von Berlin verliehen.

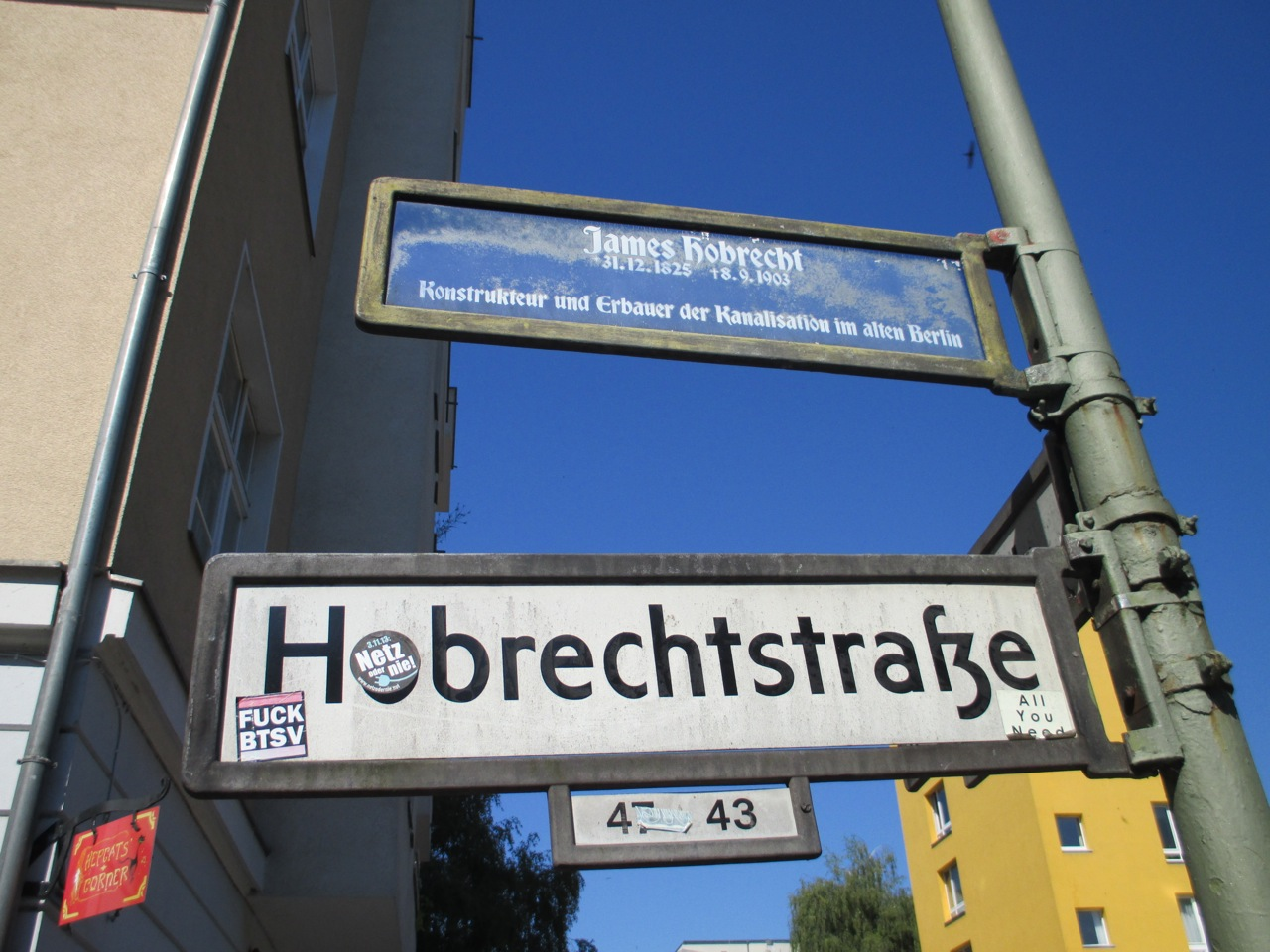
Straßenschild der Hobrechtstraße in Berlin-Neukölln mit Widmung (und falschem Sterbejahr)

Zuvor wurde ein 1896 anlässlich der Berliner Gewerbeausstellung gebauter Ausflugsdampfer auf den Namen Baurat Hobrecht getauft.
1908 wurde ein nahe Zepernick bei Berlin liegendes Stadtgut nach ihm Hobrechtsfelde benannt. Außerdem wurde er Namensgeber der Hobrechtbrücke (über dem Landwehrkanal in Berlin-Kreuzberg) im Verlauf der Hobrechtstraße in Berlin-Neukölln. Seit 2005 trägt auch eine Straße auf dem Gelände des ehemaligen Städtischen Zentralvieh- und Schlachthofs im Pankower Ortsteil Prenzlauer Berg den Namen James-Hobrecht-Straße.
2013 wurde in Großbeeren eine Straße im neuen Baugebiet Heidefeld nach ihm benannt.
Im Darmstädter Paulusviertel wurde ebenfalls eine Straße nach ihm benannt, als Anerkennung für seine Verdienste beim Aufbau der Darmstädter Trinkwasserversorgung.
Ihm zu Ehren wurde am Eingang zum Radialsystem III, der ehemaligen Pumpstation Nr. 3 der Berliner Kanalisation, eine Berliner Gedenktafel angebracht.

## Werke
- Die modernen Aufgaben des großstädtischen Straßenbaues mit Rücksicht auf die Unterbringung der Versorgungsnetze. In: Centralblatt der Bauverwaltung. Nr. 35, 1890, S. 353–356 (zlb.de). (Fortsetzung). In: Centralblatt der Bauverwaltung. Nr. 36, 1890, S. 375–376 (zlb.de). (Schluss). In: Centralblatt der Bauverwaltung. Nr. 37, 1890, S. 386–388 (zlb.de).
- Entwickelung der Verkehrs-Verhältnisse in Berlin. Ernst, Berlin 1893; Digitalisat und Volltext im Deutschen Textarchiv.
- Über die Vorbildung für den Besuch des Polytechnikums. Schade, Berlin 1878; Digitalisat und Volltext im Deutschen Textarchiv.